# George Carmont
Pour les articles homonymes, voir Carmont.

a Compétitions nationales et continentales officielles uniquement.

b Matchs officiels uniquement.
George Carmont, né le 30 juin 1978 à Auckland (Nouvelle-Zélande), est un joueur samoan de rugby à XIII évoluant au poste de centre ou d'ailier dans les années 2000 et 2010. Il a été sélectionné en sélection samoane disputant la coupe du monde 2008. En club, il a effectué la première partie de sa carrière aux Newcastle Knights (Australie) à partir de 2004 avant de rejoindre après la coupe du monde les Wigan Warriors.

## Palmarès
- Sélection en équipe de rêve de la Super League : 2011 (Wigan Warriors).